# Atriplex holocarpa
Atriplex holocarpa är en amarantväxtart som beskrevs av Ferdinand von Mueller. Atriplex holocarpa ingår i släktet fetmållor, och familjen amarantväxter. Inga underarter finns listade i Catalogue of Life.

## Bildgalleri

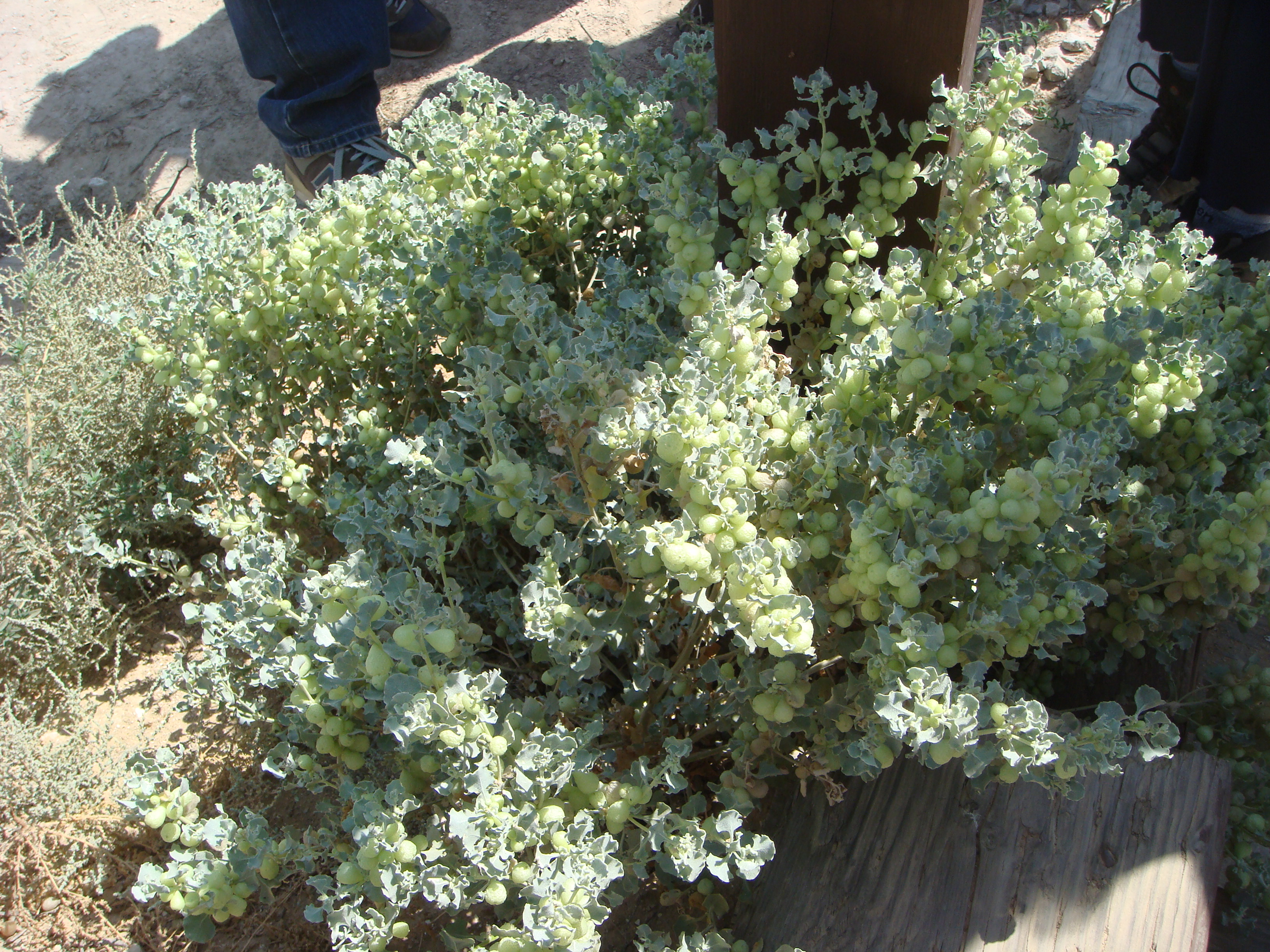
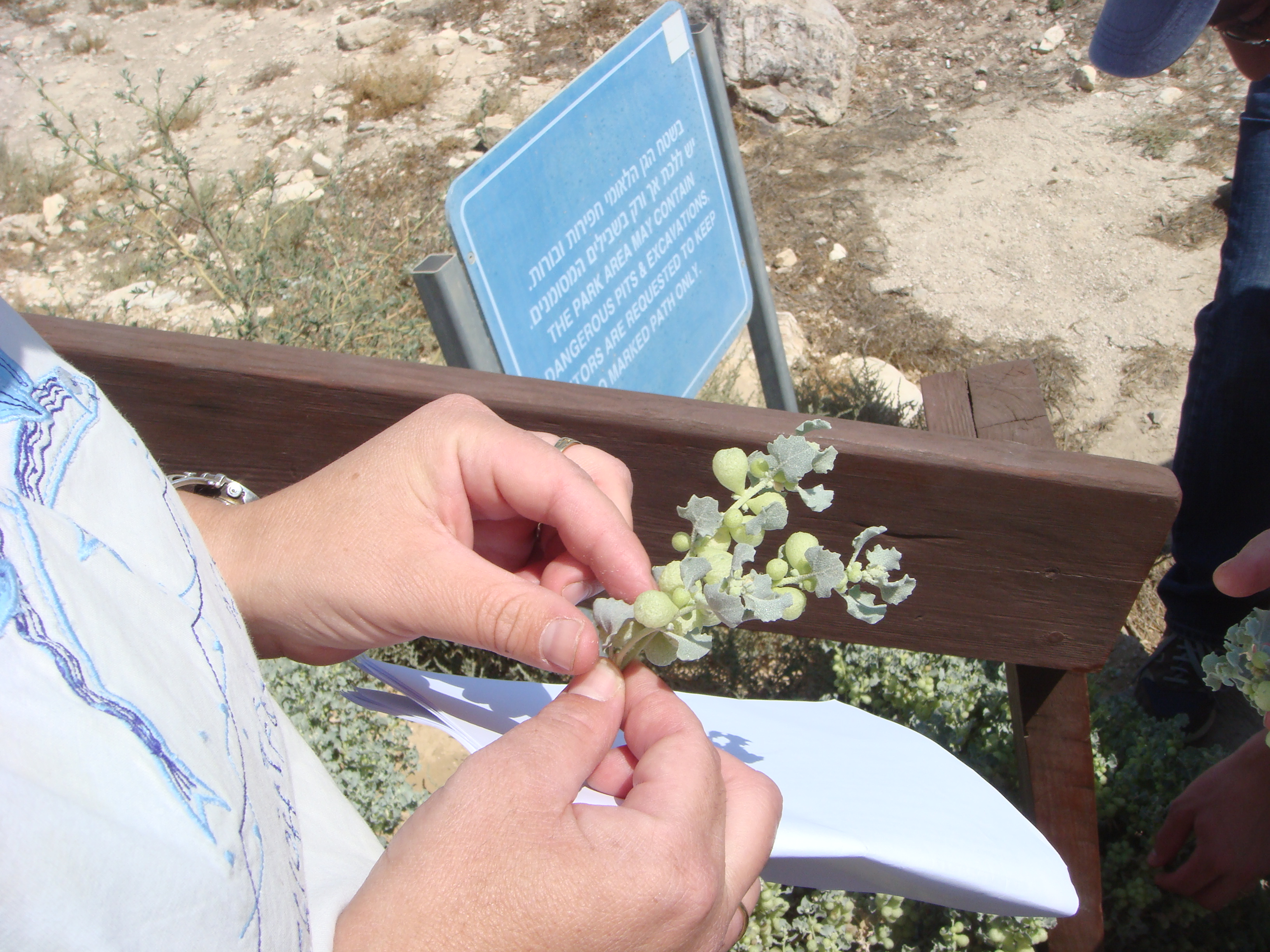
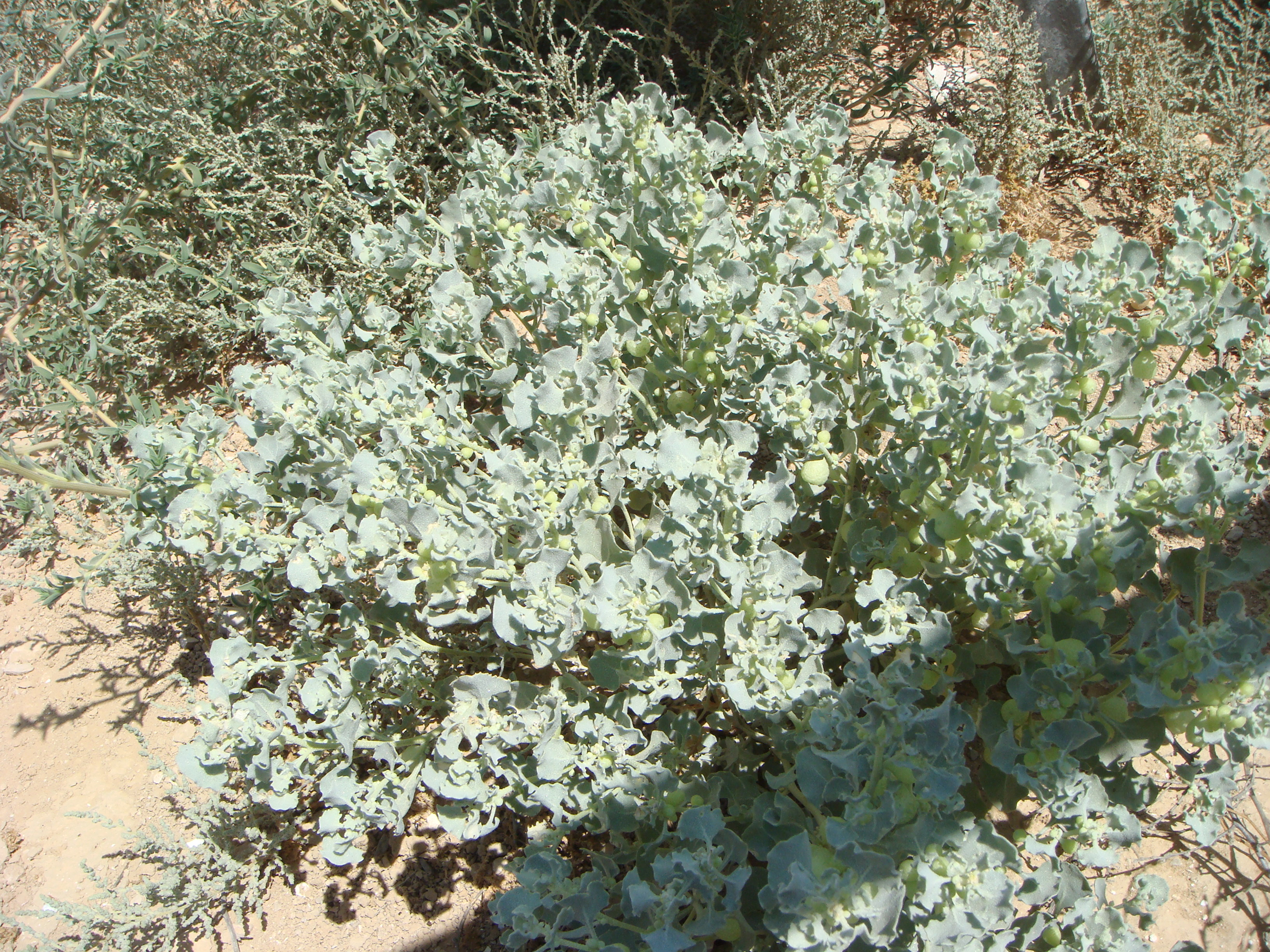